# Kubohutia rudawa
Kubohutia rudawa (Mysateles prehensilis) – gatunek ssaka z podrodziny hutii (Capromyinae) w rodzinie kolczakowatych (Echimyidae).

## Zasięg występowania
Kubohutia rudawa występuje w zależności od podgatunku:
- M. prehensilis prehensilis – kontynentalna Kuba
- M. prehensilis gundlachi – północna część Isla de la Juventud.
- M. prehensilis meridionalis – południowa część Isla de la Juventud.

## Taksonomia
Gatunek po raz pierwszy naukowo opisał w 1824 roku niemiecki zoolog Eduard Friedrich Poeppig nadając mu nazwę Capromys prehensilis. Jako miejsce typowe odłowu holotypu Poeppig wskazał zalesione południowe wybrzeże Kuby. Jedyny przedstawiciel rodzaju kubohutia (Mysateles) opsianego w 1842 roku przez francuskiego przyrodnika René Lessona. 
Zaliczany do rodzaju takson Mysateles garridoi według badań reinterpretacyjnych jest źle zidentyfikowanym osobnikiem C. pliroides i dlatego powinien być uważany za synonim C. pliroides

### Etymologia
- Mysateles: gr. μυς mus, μυος muos „mysz”; ατελης atelēs „niekompletny”, od negatywnego przedrostka α- a-; τελειος teleios „doskonały”[10][11].
- Brachycapromys: βραχυς brakhus „krótki”[12]; rodzaj Capromys Desmarest, 1822 (hutia). Gatunek typowy: †Capromys (Brachycapromys) jaumei Varona & Arredondo, 1979.

## Morfologia
Długość ciała (bez ogona) 329–452 mm, długość ogona 215–355 mm; masa ciała około 2,8 kg.